# جيم كامبل
جيم كامبل (بالإنجليزية: Jim Campbell)‏ هو لاعب هوكي الجليد أمريكي، ولد في 3 أبريل 1973 في ورسستر في الولايات المتحدة.

## وصلات خارجية
- جيم كامبل على موقع دوري الهوكي الوطني (الإنجليزية)
- جيم كامبل على موقع EliteProspects.com (الإنجليزية)
- جيم كامبل على موقع Eurohockey.com (الإنجليزية)
- جيم كامبل على موقع HockeyDB.com (الإنجليزية)
- جيم كامبل على موقع Hockey-Reference.com (الإنجليزية)
- جيم كامبل على موقع أوليمبيديا (الإنجليزية)